# Sergi Méndez Reina
Sergi Méndez Reina   (Vilafranca del Penedès, 20 de març de 2001) és un actor de televisió i cinema català.
El seu ingrés al món professional va consistir en l'aparició en catàlegs i spots publicitaris de fins a 10 marques, d'entre les quals Donuts, Kinder, Nocilla, Danone, Hyundai, Massimo Dutti, Desigual i Mayoral. La seva primera presència en televisió va ser a Ventdelplà. També va sortir en diversos curtmetratges i a la sèrie de TV3 Infidels, i va presentar un episodi del programa de BTV Hola Nens. Va saltar a la fama a escala estatal gràcies al paper de Tirso a la sèrie Hispania. A continuació, amb 10 anys, va protagonitzar la minisèrie d'Antena 3 Marco. El 2022, va formar part de l'elenc de Cómo mandarlo todo a la mierda, una producció de sis capítols d'HBO. El 2023, va interpretar Domingo en la sèrie de Netflix Jaguar.

## Filmografia

### Cinema
- Genti di muerti (2014)
- Purgatorio (2014)
- Pasaje al amanecer (2017)

### Televisió
- Ventdelplà (2009-2010)
- Infidels (2010)
- Hispania, la leyenda (2010-2012)
- Érase una vez (2012)
- Marco (2011-2012)
- Cuéntame un cuento (2014)
- El ministerio del tiempo (2015)
- El final del camino (2016)
- Gigantes (2016)
- Secretos de Estado (2017-2018)
- Desaparecidos (2019-2021)
- Nómadas (2020)
- Sky Rojo (2020)
- Cómo mandarlo todo a la mierda (2022)
- Jaguar (2023)